# Hooiwagen (voertuig)

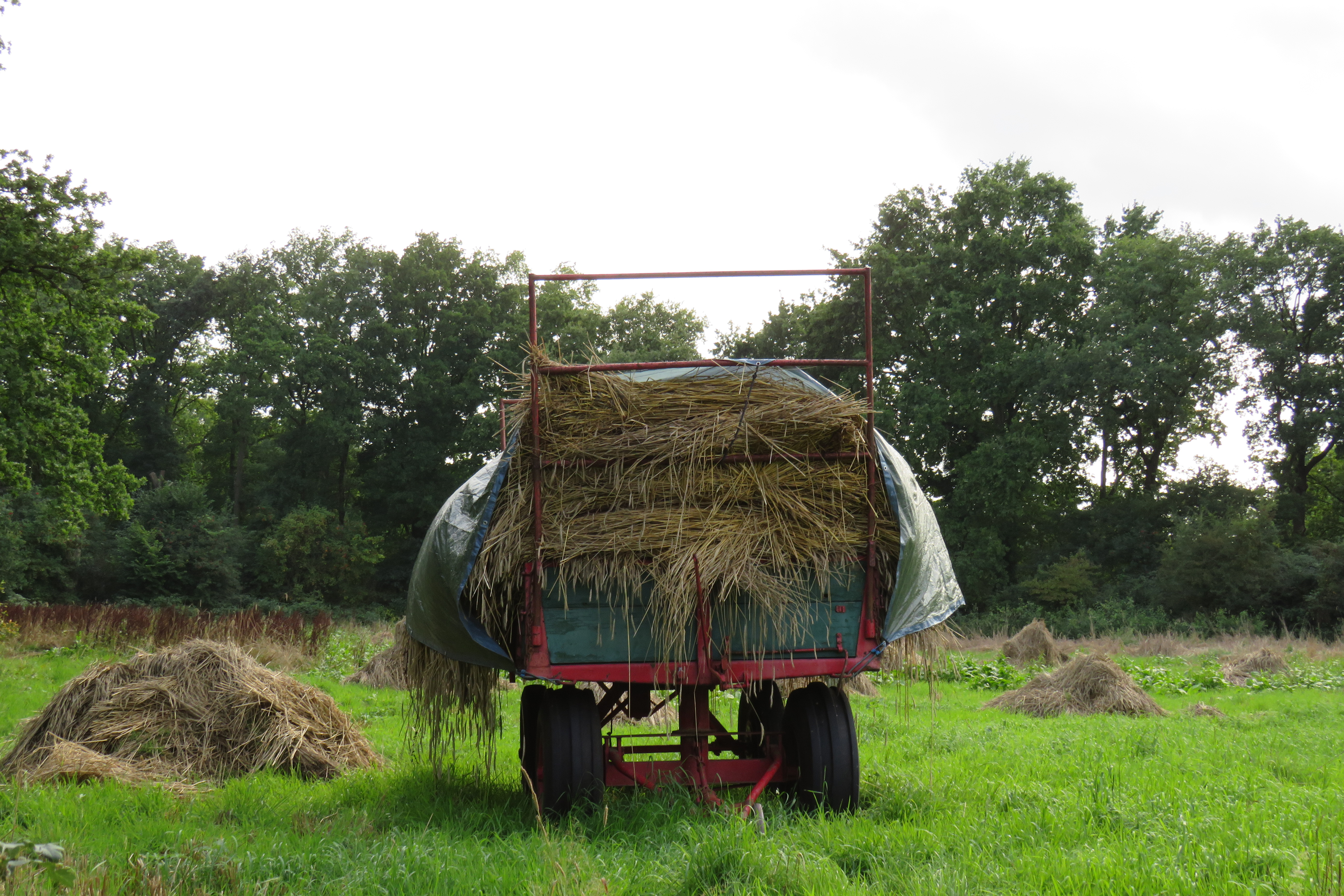
Hooiwagen te Eindhoven, Nederland

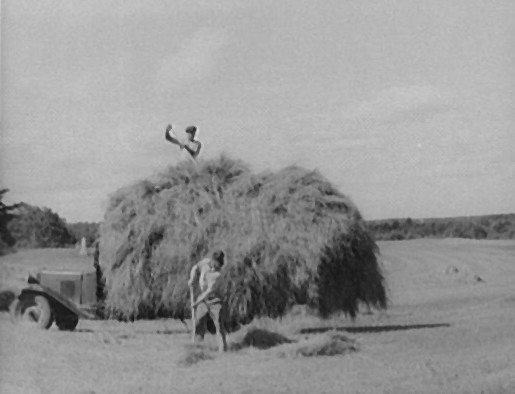
Oude hooiwagen te Massachusetts, Verenigde Staten

Een hooiwagen is een wagen die in de landbouw wordt gebruikt voor het vervoer van hooi. In tegenstelling tot de hoogkar heeft de hooiwagen meestal meer dan twee wielen. Het landbouwwerktuig wordt voortgetrokken door een trekdier of een tractor. Hooiwagens hebben vaak hoger opstaande zijkanten zodat er een grotere hoeveelheid hooi mee vervoerd kan worden.
Meerijden op een hooiwagen is zeer comfortabel en populair bij kinderen.

## Trivia
- De Hooiwagen is een bekend schilderij van de Engelse kunstschilder John Constable.

## Referentielijst
1. ↑  HOOIWAGEN. Instituut voor de Nederlandse Taal. Geraadpleegd op 28 juli 2024.